# Шмель родственный
Шмель родственный (лат. Bombus consobrinus) — насекомое, вид рода шмелей (Bombus) из семейства пчелиных (Apidae). Обитает в Венгрии, северной Скандинавии, Казахстане, России (Сахалин, Сибирь), Китае (Соёрэй, Хэбэй, Ляонин), Северной и Южной Корее и Японии.

## Описание
Шмель большой, с грудью и передней частью брюшка оранжевого цвета, за которыми следует черная полоса. Кончик брюшка серый.

## Поведение
Шмель, как и Bombus (Megabombus) gerstaeckeri, питается почти исключительно на цветах аконита (Aconitum).